# 露营

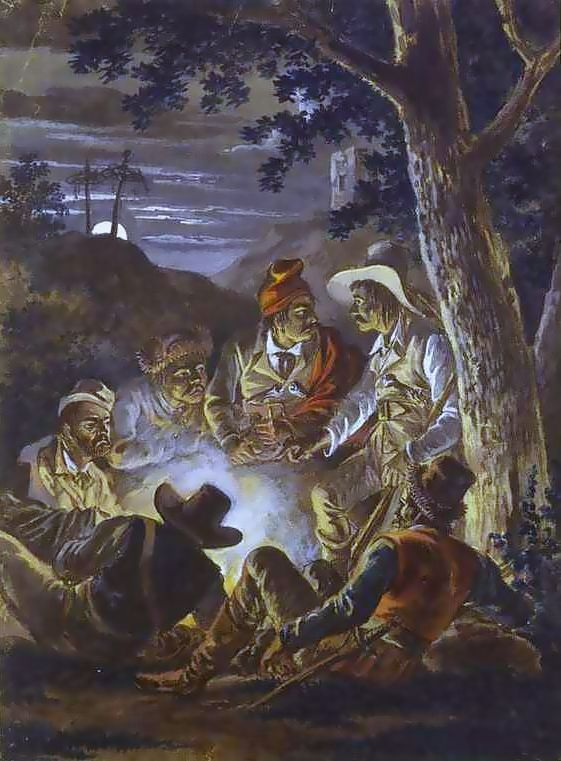
1811年描寫露營的油畫

露营是一种休闲活动，通常露营者携带帐篷，离开城市在野外扎营，度过一个或者多个夜晚。露营通常和其他活动联系，如徒步、钓鱼或者游泳等，或是自認為在露營都算是露營。

## 露营的分类
基本可以分为四种形式，第一是常规露营，第二是拖车露营，第三种是露营小屋露营，第四种是特殊形式露营。
- 常规露营是指露营者徒步或者驾驶车辆到达露营地点，通常在山谷、湖畔、海边，露营者可以生篝火，可以烧烤、野炊或者唱歌，这也是最平常的露营活动，经常进行这样活动的旅行者，和其他户外运动爱好者一样，又被称为背包客，在香港被稱為背囊友，在中国大陆地区，又被称为驴友。

- 拖车露营是指驾驶一种特殊的旅行车辆（露營車）到野外露营，通常这样的露營車就如同房子一般，都有供暖或者冷气设备，也有水电供应，甚至有厨房、廁所、浴室、床鋪，这样的露营者通常不被称为背包客。

- 露营小屋露营是指由营地提供可供遮蔽风雨的木造结构、帆布或充气塑胶，让营友于野外快速搭设帐棚或免搭设帐棚方式露营，与拖车露营模式相同，营地提供方提供的搭建好的營地具有房子一样的基础功能，甚至有供暖或者冷气设备，电力等，通常于屋外空地进行野餐、营火晚会等活动。

- 特殊形式露营是指在特殊活动的露营，比如长距离攀岩，长距离攀岩可能需要几天的时间，为了休息，露营者将帐篷挂在悬崖边露营，这样的露营是非常危险而又刺激的。

## 露营的装备

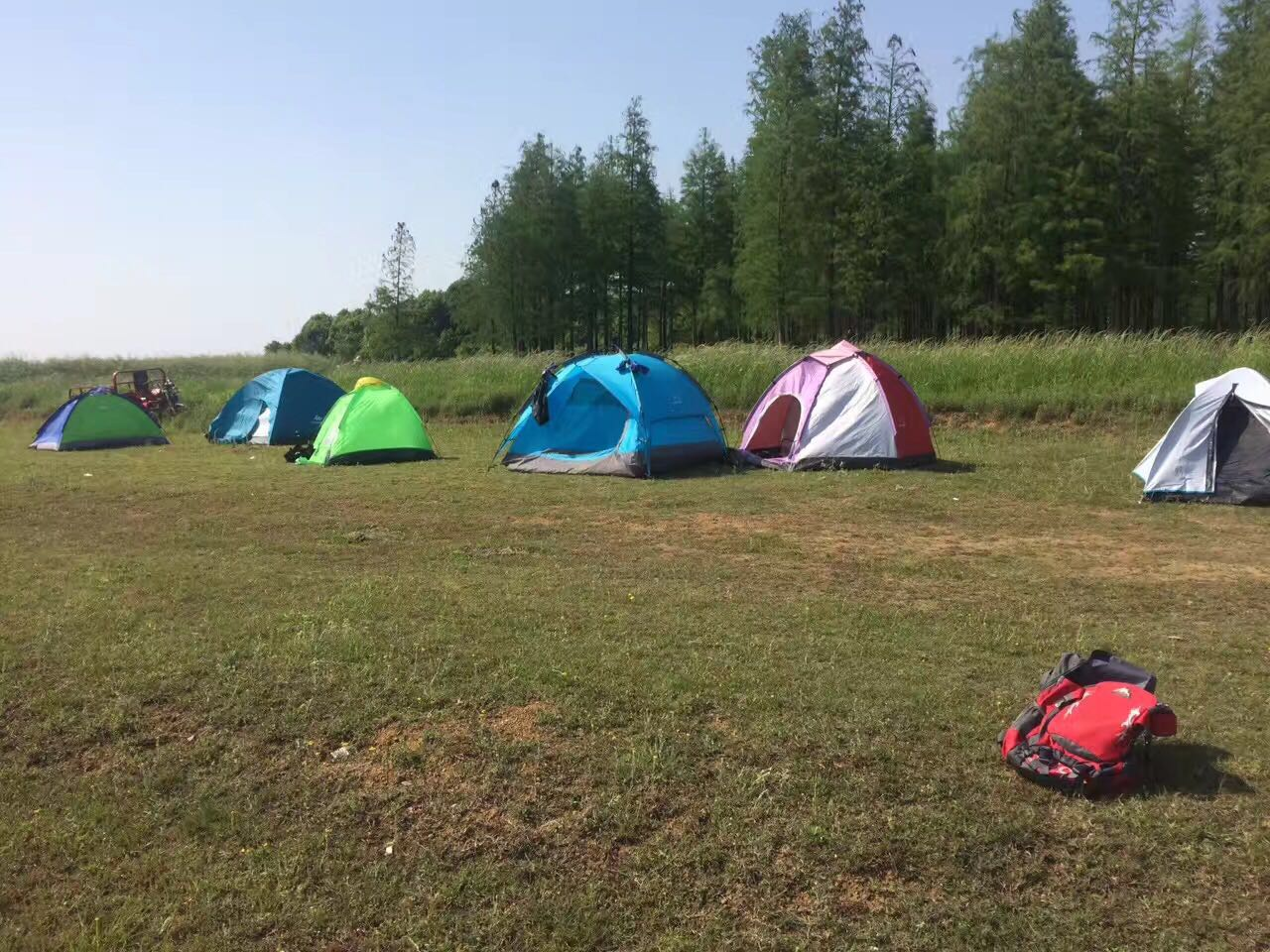
搭建在河边的露营帐篷

- 帐篷：选择结构稳定、重量轻、抗风、防雨性能较强的双层帐篷为佳。
- 睡袋：羽绒或鹅绒睡袋轻便，保暖效果好，但前提是必须保持干燥，环境条件比较潮湿时，人造真空绵睡袋是更好的选择。
- 背包：背包构架应符合自己的身体结构，并有结实而舒适的腰带。
- 生火用具：打火机、火柴、蜡烛、放大镜、打火石。其中蜡烛既可用作光源，又是极好的助燃剂。
- 野炊用具：水壶，多功能野炊锅，锋利的多功能折刀（瑞士刀），餐具，風擋、焚火架、保冰箱。
- 专用工具：指南针、地图、绳索、折叠锹、手电筒、针线、鱼钩鱼线、剪刀、砍刀、照相机 。
- 水和食品：耐儲藏食品、罐頭、調理包、乾糧、高能量食品。
- 救生箱：解毒剂、消毒粉、感冒药、腹泻药、優碘、酒精、镇痛药、纱布、胶带、绷带。
- 露營車：比較豪華的露營車有一切露營所需，也能居住。
- 露營小屋：比較豪華的露營小屋有一切露營所需，也能居住，但与露营车不同的是，通常不具有室内烹饪设施，而于户外空地处进行。

## 地点的选择

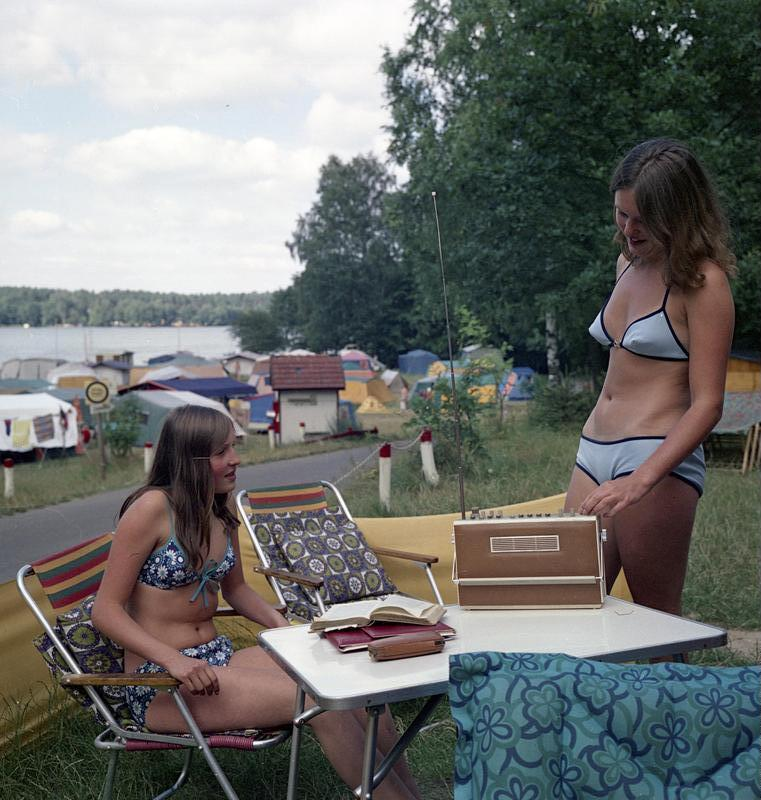
1974年的德国露營區(韦尔贝林湖)

使用帐篷时要选择适当的营地。一般的注意事项是：
- 不要在距山体过近的地方露营，防止雨天落石、洪水。
- 不要在河床或距河边过近，以免水庫洩洪或涨潮冲了帐篷。
- 雨天不要在大树下扎营，防止遭雷击。
- 扎营前要先将地面的碎石及尖利的荆棘清理干净，以免刺破帐篷或睡得不舒适。
- 不要在斜坡上扎营，帐篷门要面向背风的一面。

## 外部連結
- 露營專區 - 交通部觀光局 （页面存档备份，存于）
- 交通部觀光局露營區資訊查詢專區-全台露營場資料查詢 （页面存档备份，存于）